# Louis Génari
 (juin 2022).
Louis Genari né le 12 mars 1871 à Nice et mort le 1er janvier 1952 dans cette même ville est un auteur compositeur de chansons niçoises.
Pendant ses études supérieures à la faculté de droit d'Aix-en-Provence, il fréquente des écrivains de langue provençale. Il compose de bonne heure des poésies en langue française, mais il sera très vite attiré par la chanson niçoise, à laquelle il consacrera les trente dernières années de sa vie. Avocat, écrivain, compositeur, auteur de 32 chansons éditées par Delrieu.
Dans le quartier Saint-Roch de Nice, une rue porte son nom.